# Friedrich Wilhelm von Tigerström
Friedrich Wilhelm von Tigerström (Bassin, 6 marzo 1803 – 28 ottobre 1868) è stato un giurista tedesco.
Docente di diritto romano all'università di Greifswald, è noto principalmente per la sua opera De iudicibus apud Romanos (1826).